# 最強生徒会ツバキヨ
『最強生徒会ツバキヨ』（さいきょうせいとかいツバキヨ）は、原明日美による日本の漫画作品。『なかよし』（講談社）にて、2009年5月号より同年11月号まで連載された。

## あらすじ
魁（さきがけ）高校の生徒会には、「相手の心を読む」というとんでもない能力をもった生徒がいる。名前は椿清衣。彼女の力で生徒の悩みを解決……するはずが、超天然な清衣の大暴走で、学校は常に大パニック状態!

## 登場人物

### 生徒会役員
桜井 成二（さくらい せいじ・生徒会長）
特技：メンチ切り。
かなり気が短い。生徒からは「クソ生徒会長」「アホ会長」などと呼ばれ、バカにされている。
立ち入り禁止の屋上で清衣と出会い、心が読めるという彼女を生徒会に入るように誘った張本人だが、逆に彼女に振り回されることも多い。
尾長 すみれ（おなが すみれ・副会長）
特技：相手を目で殺すこと。
生徒会唯一の女子生徒。
男子にSMの女王様キャラが受けている。
松良 潤太（まつら じゅんた・書記）
特技：1日に1回絡まれること。
成二のことは「さくちゃん」と呼んでいる。成二曰く「顔だけが長所」。
桃城 憂（ももしろ ゆう・会計）
特技：ガラクタ作り。
常に明るい性格をしているが、彼の空気を読まない言動で場の空気が一変することも珍しくない。手の力は意外に強く、携帯電話を逆に折り畳んでしまうことができるほど。
椿 清衣（つばき きよい・メンバーX）
特技：素手で触った相手の心を読むこと。
身長156cm。特技は、走ること（結構走れるとのこと）。
成二の誘いで4月に生徒会に特別メンバーとして加えられた少女。実家は神社で、頼衣（後述）と2人で暮らしている。自分の力で生徒の悩みを解決しようとするが、ことごとく失敗している（そのため「不幸を呼ぶ呪い女」と誤解を受け、恐れられている）。
また、40℃以上の熱を出すと、相手の心を読めなくなる代わりに、彼女の周囲にいる人間は無意識のうちに本音を言ってしまう。

### 第1話登場人物
赤堀（あかほり）
第3話登場人物参照。

### 第2話登場人物
萌花（もえか）
ヤンキー少女だが、内田君（後述）を本気で好きになって付き合っている。「甲子園に応援に行きたい」と言っていたらしい。
内田からの連絡が最近こなくなっていて、生徒会に相談してきた。彼がマネージャーと付き合い始めたことを憂から聞き苦しむが、本心を聞いて再度交際を始めた様子。
内田（うちだ）君
野球部のエースで正直者。萌花の彼氏。野球部部員には「内田さん」、萌花には「うっちー」と呼ばれている。
マネージャーの為原に「エースを外す」と脅され、付き合っていたが、「萌花を甲子園に連れて行く」という夢のため、そんな状況に耐えていた。
為原（ためはら）
野球部のマネージャー。父親は野球部の監督をしている。
「自慢できる彼氏が欲しい」という理由で、「もっと活躍させてあげる」「断れば野球部にいさせない」と内田を脅し、無理やり付き合わせていたが、清衣によって露見させられた。父親に内田を野球部から追放するよう連絡しようとしたが、憂に阻止された。

### 第3話登場人物
椿 頼衣（つばき よりい）
清衣の祖母で巫女の仕事をしている。清衣と二人暮らしをしている。
赤堀（あかほり）
反生徒会グループ「レッドアーミー（赤い軍団）」のリーダー。

## 書誌情報
- 原明日美『最強生徒会ツバキヨ』講談社〈講談社コミックスなかよし〉全2巻
  1. 2009年9月4日発売[1]、『なかよし』2009年5月号 - 8月号、ISBN 978-4-06-364235-3
  2. 2009年12月4日発売[2][3]、『なかよし』2009年9月号 - 11月号、ISBN 978-4-06-364244-5
    - 読切「BAD GIRL」併録。